# Slag om Mogadishu (1993)
De Slag om Mogadishu was onderdeel van Operation Gothic Serpent. De strijd vond plaats op 3 en 4 oktober 1993 in de Somalische hoofdstad Mogadishu, tussen troepen van de Verenigde Staten, ondersteund door UNOSOM II, en Somalische milities die loyaal waren aan de zelfbenoemde president Mohamed Farrah Aidid.